# Runabout (Fuhrwerk)

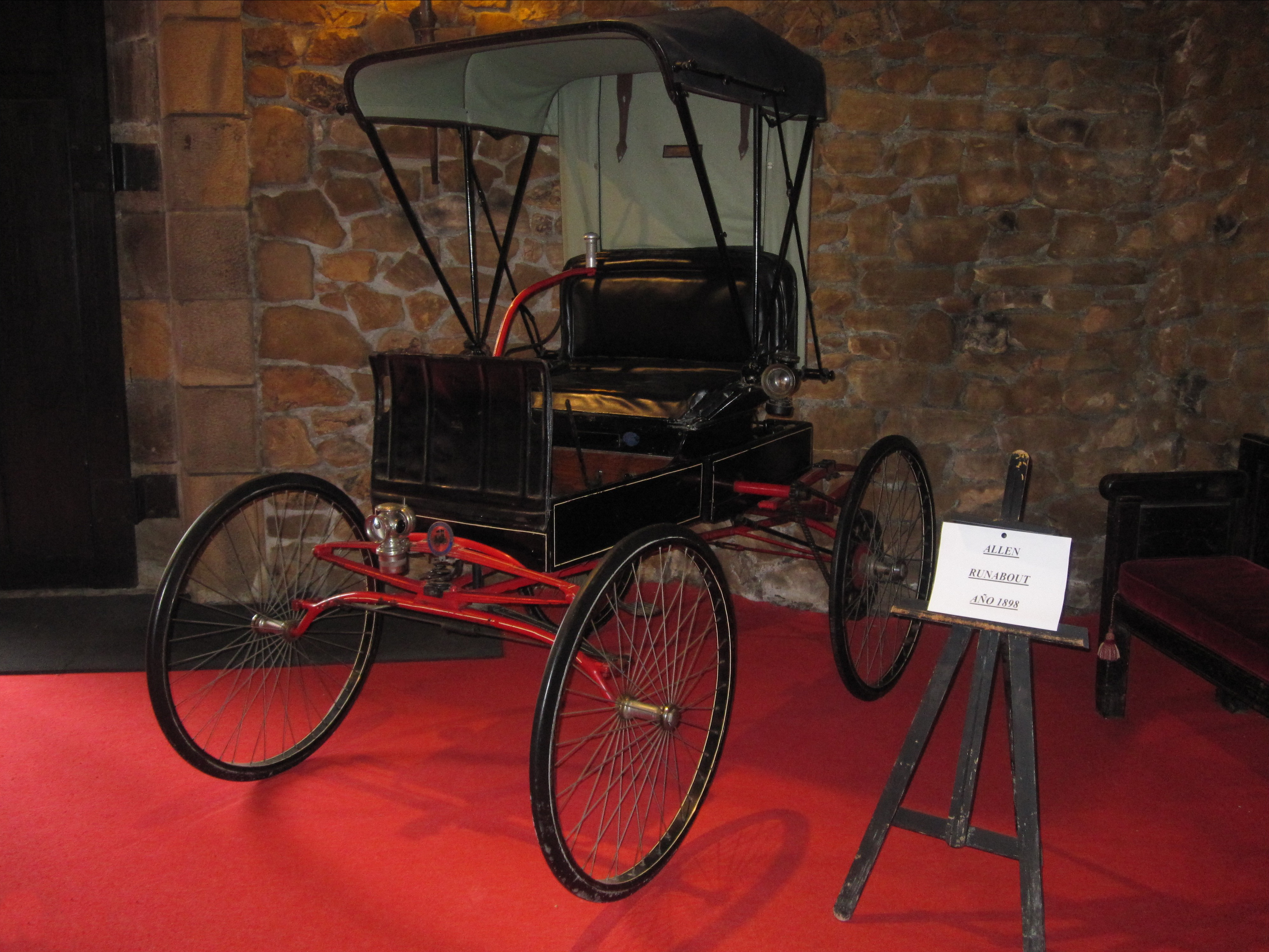
Runabout, 1898

Das Runabout (englisch) ist ein ehemals in den USA weitverbreiteter, leichter, zweckmäßiger Wagentyp für ein bis zwei Personen. Der leichte einspännige Wagen konnte von einer Person angespannt werden und über lange Distanzen von einem einzelnen Pferd gezogen werden. Das Runabout wurde nicht durch einen bezahlten Kutscher gefahren, sondern durch den Besitzer selbst. Ein typisches Runabout ist ein leichter Buggy. Es hat vier große Räder und eine bequem gepolsterte Doppelsitzbank sowie eine Federung. Am Heck findet sich eine kleine Ladefläche für Einkäufe oder etwas Gepäck. Ein Runabout konnte schlicht oder elegant sein, es hatte aber keine schweren Aufbauten, wie Kotflügel oder Dach, sondern ein Verdeck.